# Ainon Phancha
Ainon Phancha, född 26 januari 1992, är en thailändsk fotbollsspelare.
Hon spelar som försvarare i det thailändska landslaget och för klubblaget Chonburi Sriprathum.